# Bryan (Ohio)
Bryan település az Amerikai Egyesült Államok Ohio államában, Williams megyében, melynek megyeszékhelye is. Lakosainak száma 8729 fő (2020. április 1.).

## Népesség
A település népességének változása:

| 2010 | 8 545 |
| 2020 | 8 729 |